# Шелухино (Холм-Жирковский район)
Шелухино — деревня в Холм-Жирковском районе Смоленской области России. Входит в состав Нахимовского сельского поселения. Население — 2 жителя (2007 год). 
Расположена в северной части области в 7 км к северо-востоку от Холм-Жирковского, в 42 км севернее автодороги М1 «Беларусь», на берегу реки Днепр. В 22 км западнее деревни расположена железнодорожная станция Канютино на линии Дурово — Владимирский Тупик. 

## История
В годы Великой Отечественной войны деревня была оккупирована гитлеровскими войсками в октябре 1941 года, освобождена в марте 1943 года.